# Søren Thorgaard Skou
Søren Thorgaard Skou (født 30. december 1982) er en dansk fysioterapeut og professor i Træning og Sundhed ved Institut for Idræt og Biomekanik på Syddansk Universitet og forskningsleder i Forskningsenheden PROgrez på Næstved, Slagelse og Ringsted Sygehuse.
Søren T. Skou forsker særligt i fysisk aktivitet og træning, som forebyggelse og behandling af kroniske sygdomme. Han har tidligere publiceret i det internationalt anerkendte tidsskrift New England Journal of Medicine, the Lancet og i New England Journal of Medicine Evidence. Han er også en af drivkræfterne bag "Godt Liv med Artrose i Danmark" (GLA:D®): et behandlingstilbud til mennesker med knæ- og hofteartrose, der også er udbredt internationalt, bl.a i Australien. Det er estimeret, at GLA:D® er kommet mere end 60.000 mennesker til gavn.
Søren T. Skou var fra 2019-2023 forskningsleder af forskningsprogrammet Exercise First, der var en del af et forskningspolitisk samarbejde med Region Sjællands Det Nære Sundhedvæsen.

## Udgivelser
Søren T. Skou har udgivet over 200 artikler både nationalt og internationalt om særligt diagnosticering og behandling af kroniske sygdomme.
Udvalgte udgivelser:
- Skou, ST; Roos, EM; Laursen, MB; Rathleff, MS; Arendt-Nielsen, L; Simonsen, O; Rasmussen, S. A Randomized, Controlled Trial of Total Knee Replacement. New England Journal of Medicine[1]
- Skou, S. T., Hölmich, P., Lind, M., Jensen, H. P., Jensen, C., Garval, M. & Thorlund, J. B., Early Surgery or Exercise and Education for Meniscal Tears in Young Adults[4]
- Thorlund, JB; Roos, EM; Goro, P; Ljungcrantz, EG; Grønne, DT; Skou ST. Patients use fewer analgesics following supervised exercise therapy and patient education (GLA:D®): An observational study of 16,499 patients with knee or hip osteoarthritis[9]
- GBD 2019 Diseases and Injuries Collaborators (including Skou, ST). Global burden of 369 diseases and injuries in 204 countries and territories, 1990–2019: a systematic analysis for the Global Burden of Disease Study 2019[2]
- Bricca, A; Harris, LK; Saracutu, M; Smith, SM; Juhl, CB; Skou, ST. Benefits and harms of exercise therapy in people with multimorbidity: a systematic review and meta-analysis of randomised controlled trials[10]
- Holm, PM; Schrøder, HM; Wernbom, M; Skou, ST. Low-dose strength training in addition to neuromuscular exercise and education in patients with knee osteoarthritis in secondary care – a randomized controlled trial[11]
- Thorlund, JB; Juhl, C; Ingelsrud, LH; Skou, ST. Risk factors, diagnosis and non-surgical treatment for meniscal tears – evidence and recommendations: A statement paper commissioned by the Danish Society of Sports Physical Therapy (DSSF)[12]
- Skou, ST; Rasmussen, S; Laursen, MB; Rathleff, MS; Arendt-Nielsen, L; Simonsen, O; Roos, EM. The efficacy of 12 weeks non-surgical treatment for patients not eligible for total knee replacement: A randomized controlled trial with 1-year follow-up[13]
- McAlindon, TE; Driban, JB; Henrotin, Y; Hunter, DJ; Jiang, G-L; Skou, ST; Wang, S; Schnitzer, T. OARSI Recommendations for the Design, Conduct, and Reporting of Clinical Trials for Knee Osteoarthritis[14]

## Priser

### 2023
- Ingeborg og Leo Dannins Legat for Videnskabelig Forskning 2023[15]

### 2022
- Rising Star Clinical Research Award[16] af Osteoarthritis Research Society International (OARSI).
- The Theo Van Rens Best Paper Award ved European Society for Sports Traumatology, Knee Surgery and Arthroscopy (ESSKA)

### 2019
- Value Based Health Care Center Europe’s main prize, The VBHC Prize 2019[17]
- Fyens Stiftstidende’s Forskningspris 2019[18]

### 2016
- Sapere Aude: Research Talent Award 2016 fra Danmarks Frie Forskningsfond[19]
- Spar Nord Fondens forskningspris[20]

### 2015
- Danske Fysioterapeuters Pris[21]